# Trigonotis laxa
Trigonotis laxa är en strävbladig växtart som beskrevs av Ivan Murray Johnston. Trigonotis laxa ingår i släktet Trigonotis och familjen strävbladiga växter.

## Underarter
Arten delas in i följande underarter:
- T. l. hirsuta
- T. l. xichougensis